# Boulaur
Boulaur est une commune française située dans le sud-est du département du Gers, en région Occitanie. Sur le plan historique et culturel, la commune est dans le pays d'Astarac, un territoire du sud gersois très vallonné, au sol argileux, qui longe le plateau de Lannemezan.
Exposée à un climat océanique altéré, elle est drainée par la Gimone, le ruisseau de Saint-Germier et par divers autres petits cours d'eau. La commune possède un patrimoine naturel remarquable composé de deux zones naturelles d'intérêt écologique, faunistique et floristique.
Boulaur est une commune rurale qui compte 179 habitants en 2022, après avoir connu un pic de population de 473 habitants en 1866.  Elle fait partie de l'aire d'attraction d'Auch. Ses habitants sont appelés les Boulaucois ou  Boulaucoises.
Le patrimoine architectural de la commune comprend un immeuble protégé au titre des monuments historiques : le couvent, inscrit en 1972.

## Géographie

### Localisation
Boulaur est une commune située sur l'ancienne RN 626 entre Auch et Lombez et faisant partie de la région historique de l'Astarac, en Gascogne.
L'habitat s'étend le long de la rue principale. De belles maisons témoignent de l'opulence des citadins toulousains qui construisirent ces demeures au XIXe siècle. Des bâtiments monastiques occupent la partie nord du village.

### Communes limitrophes
Les communes limitrophes sont  Bédéchan, Castelnau-Barbarens, Saramon et Tirent-Pontéjac.
| Castelnau-Barbarens | Bédéchan |                 |
|                     | Boulaur  | Tirent-Pontéjac |
| Saramon             |          |                 |

### Géologie et relief
Boulaur se situe en zone de sismicité 1 (sismicité très faible).

### Hydrographie

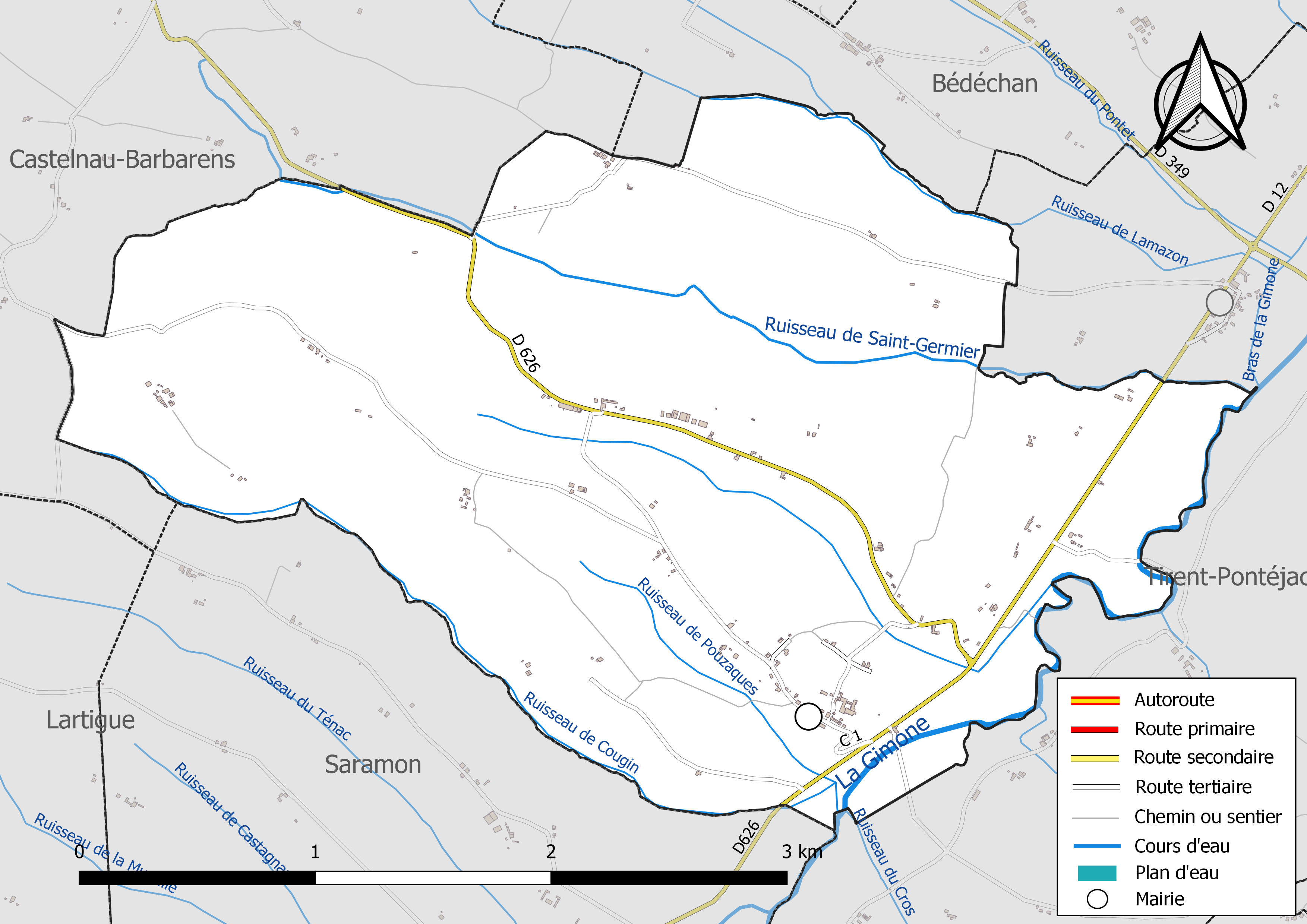
Réseaux hydrographique et routier de Boulaur.

La commune est dans le bassin de la Garonne, au sein du bassin hydrographique Adour-Garonne. Elle est drainée par la Gimone, le ruisseau de Saint-Germier, le ruisseau de Cougin, le ruisseau de Lamazon, le ruisseau de Pouzaques, le ruisseau du Cros et par deux petits cours d'eau, qui constituent un réseau hydrographique de 15 km de longueur totale,.
La Gimone, d'une longueur totale de 135,7 km, prend sa source dans la commune de Saint-Loup-en-Comminges et s'écoule du sud-ouest vers le nord-est. Elle traverse la commune et se jette dans la Garonne à Castelferrus, après avoir traversé 54 communes.

### Climat
Pour des articles plus généraux, voir Climat de l'Occitanie et Climat du Gers.
En 2010, le climat de la commune est de type climat du Bassin du Sud-Ouest, selon une étude s'appuyant sur une série de données couvrant la période 1971-2000. En 2020, Météo-France publie une typologie des climats de la France métropolitaine dans laquelle la commune est exposée à un climat océanique altéré et est dans la région climatique Aquitaine, Gascogne, caractérisée par une pluviométrie abondante au printemps, modérée en automne, un faible ensoleillement au printemps, un été chaud (19,5 °C), des vents faibles, des brouillards fréquents en automne et en hiver et des orages fréquents en été (15 à 20 jours).
Pour la période 1971-2000, la température annuelle moyenne est de 13,1 °C, avec une amplitude thermique annuelle de 15,9 °C. Le cumul annuel moyen de précipitations est de 752 mm, avec 10,1 jours de précipitations en janvier et 6 jours en juillet. Pour la période 1991-2020, la température moyenne annuelle observée sur la station météorologique la plus proche, située sur la commune de Lahas à 10 km à vol d'oiseau, est de 13,9 °C et le cumul annuel moyen de précipitations est de 633,5 mm,. Pour l'avenir, les paramètres climatiques de la commune estimés pour 2050 selon différents scénarios d’émission de gaz à effet de serre sont consultables sur un site dédié publié par Météo-France en novembre 2022.

### Milieux naturels et biodiversité
L’inventaire des zones naturelles d'intérêt écologique, faunistique et floristique (ZNIEFF) a pour objectif de réaliser une couverture des zones les plus intéressantes sur le plan écologique, essentiellement dans la perspective d’améliorer la connaissance du patrimoine naturel national et de fournir aux différents décideurs un outil d’aide à la prise en compte de l’environnement dans l’aménagement du territoire.
Une ZNIEFF de type 1 est recensée sur la commune :
les « prairies humides de la Gimone à Saramon » (87 ha), couvrant 5 communes du département et une ZNIEFF de type 2, : 
le « cours de la Gimone et de la Marcaoue » (3 085 ha), couvrant 60 communes dont cinq dans la Haute-Garonne, 37 dans le Gers, une dans les Hautes-Pyrénées et 17 dans le Tarn-et-Garonne.

Carte des ZNIEFF de type 1 et 2 à Boulaur.
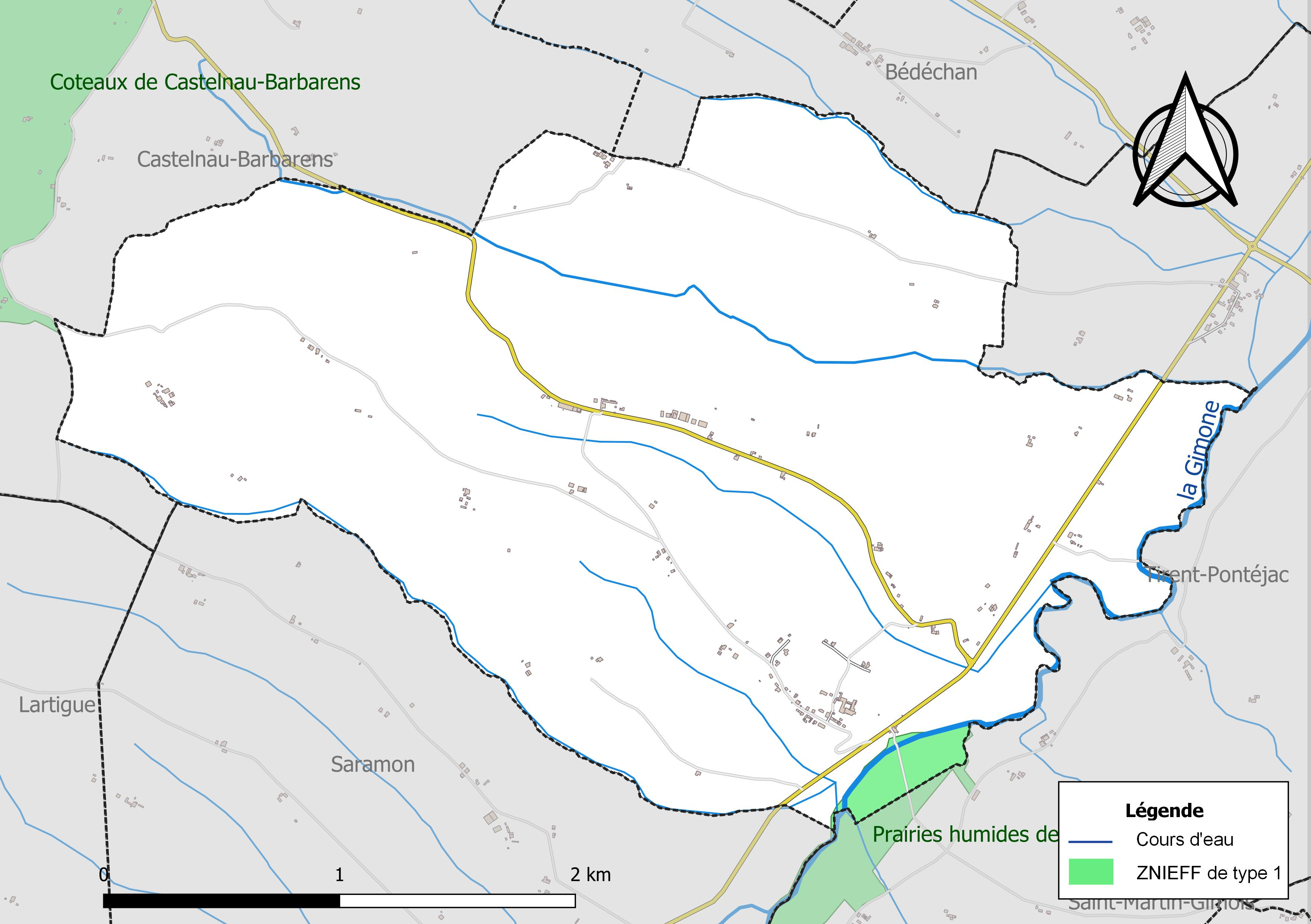
Carte de la ZNIEFF de type 1 sur la commune.
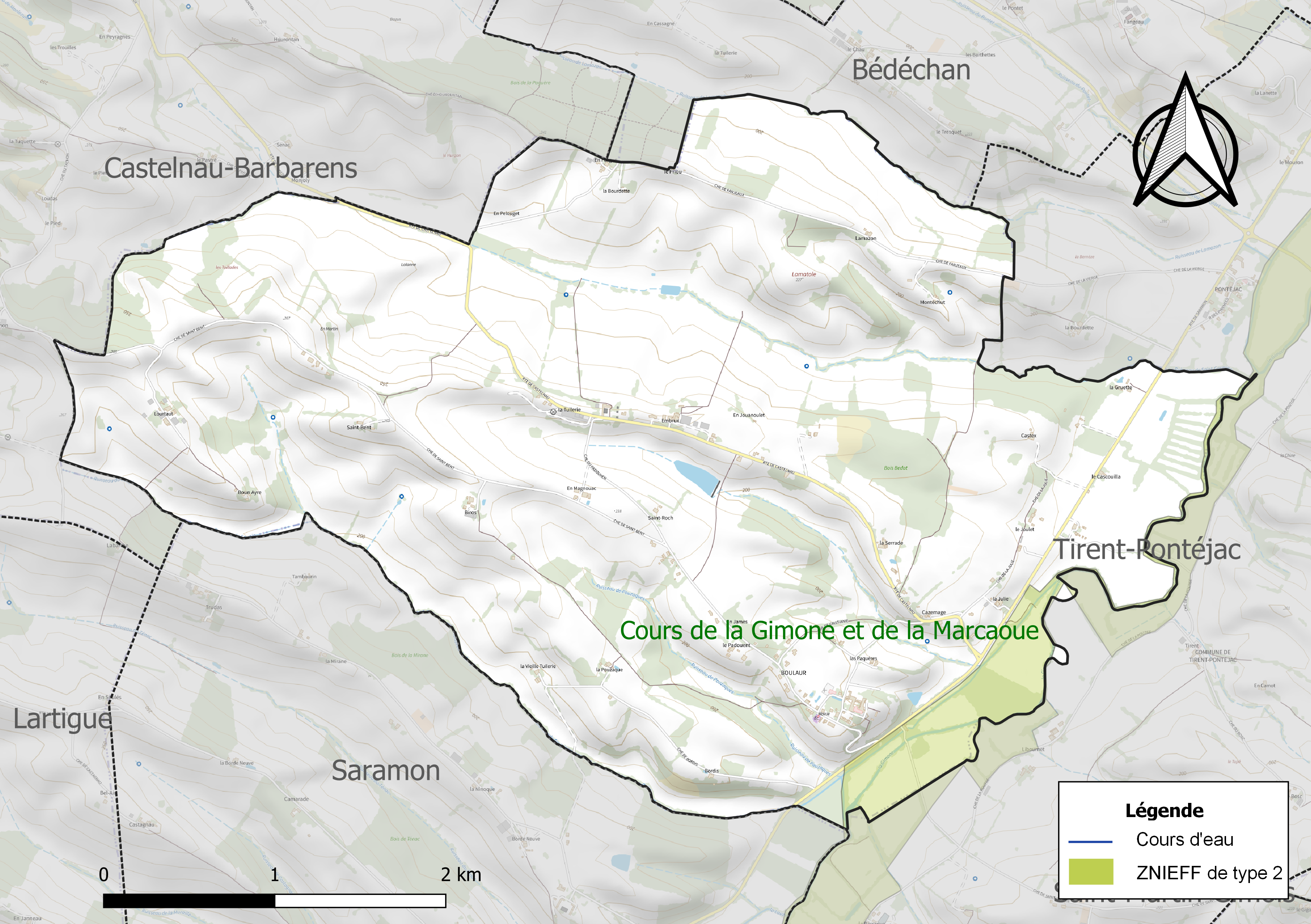
Carte de la ZNIEFF de type 2 sur la commune.

## Urbanisme

### Typologie
Au 1er janvier 2024, Boulaur est catégorisée commune rurale à habitat dispersé, selon la nouvelle grille communale de densité à sept niveaux définie par l'Insee en 2022.
Elle est située hors unité urbaine. Par ailleurs la commune fait partie de l'aire d'attraction d'Auch, dont elle est une commune de la couronne,. Cette aire, qui regroupe 112 communes, est catégorisée dans les aires de 50 000 à moins de 200 000 habitants,.

### Occupation des sols
L'occupation des sols de la commune, telle qu'elle ressort de la base de données européenne d’occupation biophysique des sols Corine Land Cover (CLC), est marquée par l'importance des territoires agricoles (98,3 % en 2018), une proportion identique à celle de 1990 (98,3 %). La répartition détaillée en 2018 est la suivante : 
terres arables (56,4 %), zones agricoles hétérogènes (38 %), prairies (3,9 %), forêts (1,7 %). L'évolution de l’occupation des sols de la commune et de ses infrastructures peut être observée sur les différentes représentations cartographiques du territoire : la carte de Cassini (XVIIIe siècle), la carte d'état-major (1820-1866) et les cartes ou photos aériennes de l'IGN pour la période actuelle (1950 à aujourd'hui).

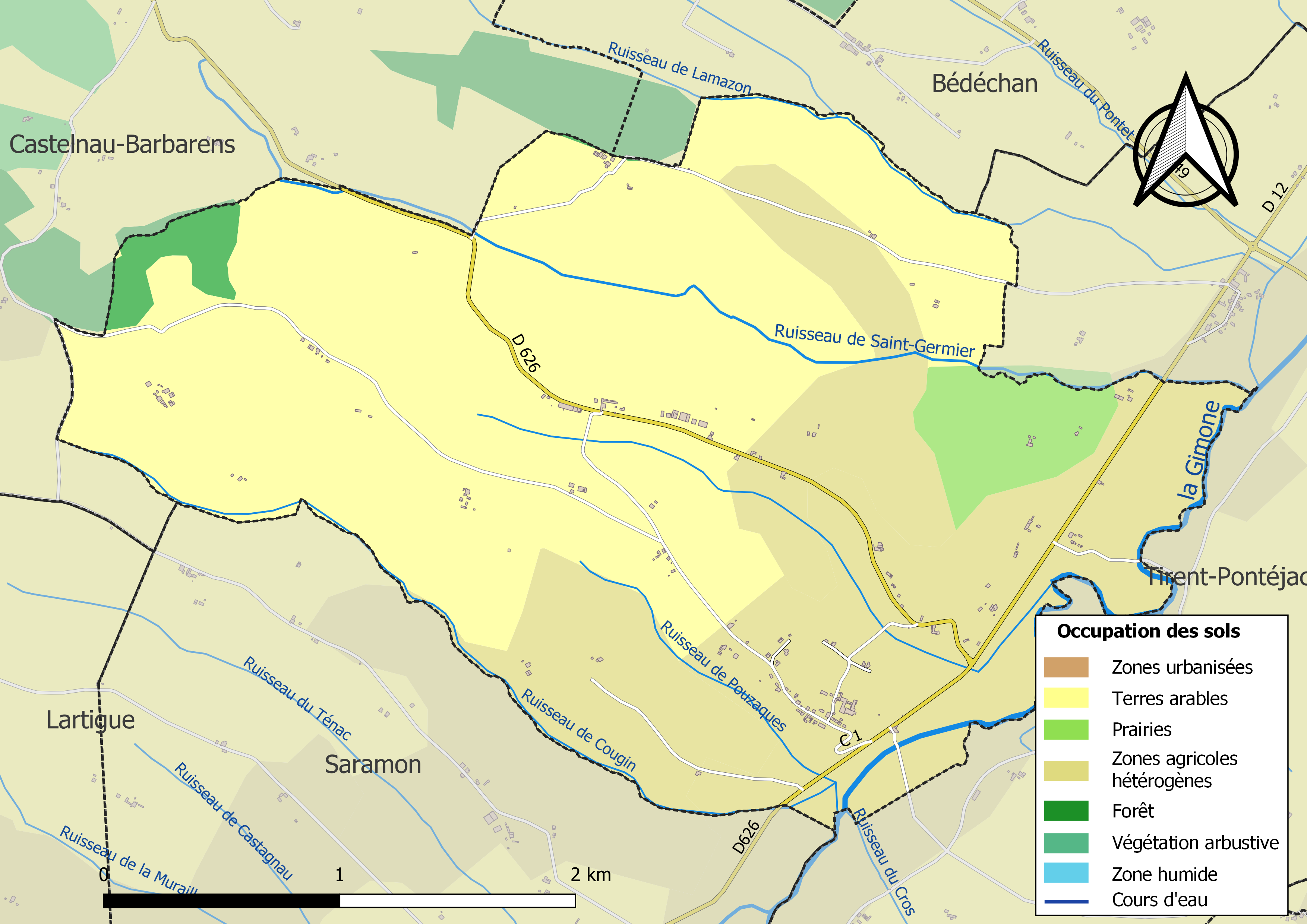
Carte des infrastructures et de l'occupation des sols de la commune en 2018 (CLC).

### Risques majeurs
Le territoire de la commune de Boulaur est vulnérable à différents aléas naturels : météorologiques (tempête, orage, neige, grand froid, canicule ou sécheresse), inondations et séisme (sismicité très faible). Il est également exposé à un risque technologique, la rupture d'un barrage. Un site publié par le BRGM permet d'évaluer simplement et rapidement les risques d'un bien localisé soit par son adresse soit par le numéro de sa parcelle.

#### Risques naturels
Certaines parties du territoire communal sont susceptibles d’être affectées par le risque d’inondation par débordement de cours d'eau, notamment la Gimone. La cartographie des zones inondables en ex-Midi-Pyrénées réalisée dans le cadre du XIe Contrat de plan État-région, visant à informer les citoyens et les décideurs sur le risque d’inondation, est accessible sur le site de la DREAL Occitanie. La commune a été reconnue en état de catastrophe naturelle au titre des dommages causés par les inondations et coulées de boue survenues en 1999 et 2009,.

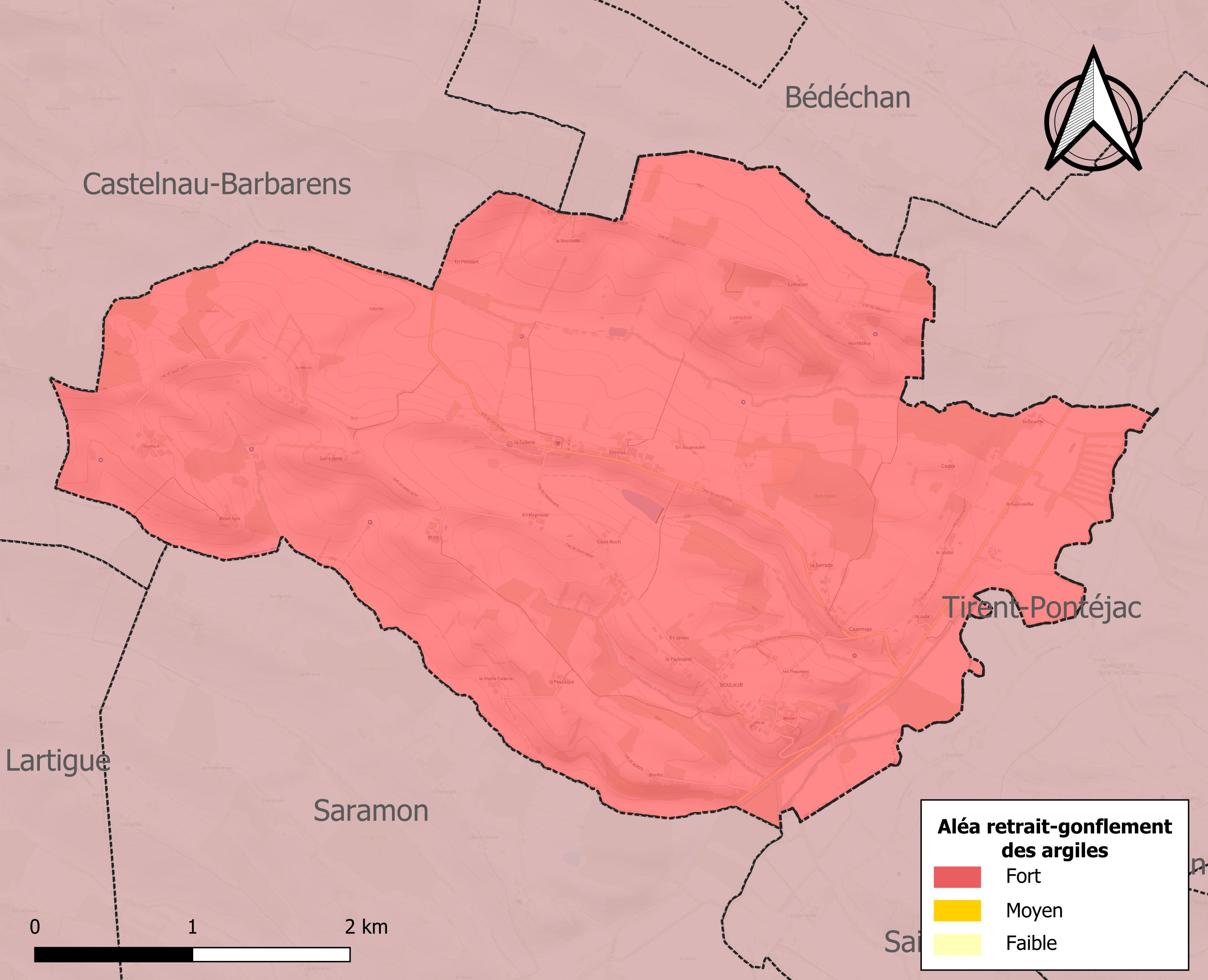
Carte des zones d'aléa retrait-gonflement des sols argileux de Boulaur.

Le retrait-gonflement des sols argileux est susceptible d'engendrer des dommages importants aux bâtiments en cas d’alternance de périodes de sécheresse et de pluie. La totalité de la commune est en aléa moyen ou fort (94,5 % au niveau départemental et 48,5 % au niveau national). Sur les 83 bâtiments dénombrés sur la commune en 2019, 83 sont en aléa moyen ou fort, soit 100 %, à comparer aux 93 % au niveau départemental et 54 % au niveau national. Une cartographie de l'exposition du territoire national au retrait gonflement des sols argileux est disponible sur le site du BRGM,.
Par ailleurs, afin de mieux appréhender le risque d’affaissement de terrain, l'inventaire national des cavités souterraines permet de localiser celles situées sur la commune.
Concernant les mouvements de terrains, la commune a été reconnue en état de catastrophe naturelle au titre des dommages causés par la sécheresse en 1989, 1998, 2003, 2012 et 2019 et par des mouvements de terrain en 1999.

#### Risques technologiques
La commune est en outre située en aval du barrage de la Gimone, un ouvrage de classe A disposant d'une retenue de 25 millions de mètres cubes. La fiche réflexe du PPI définit le temps d'arrivée de l'onde et la zone d'accueil selon la position des habitants concernés par rapport à la Gimone (rive droite ou gauche),,. À ce titre elle est susceptible d’être touchée par l’onde de submersion consécutive à la rupture de cet ouvrage,

## Toponymie
En gascon, le nom du village est Bonloc (prononcer Boulaouc) ou Bonlauc (prononcer Boulaouc).

## Histoire
Les livres terriers de Boulaur pour les XVIe et XVIIe siècles sont conservés aux Archives départementales du Gers, à Auch.

## Politique et administration

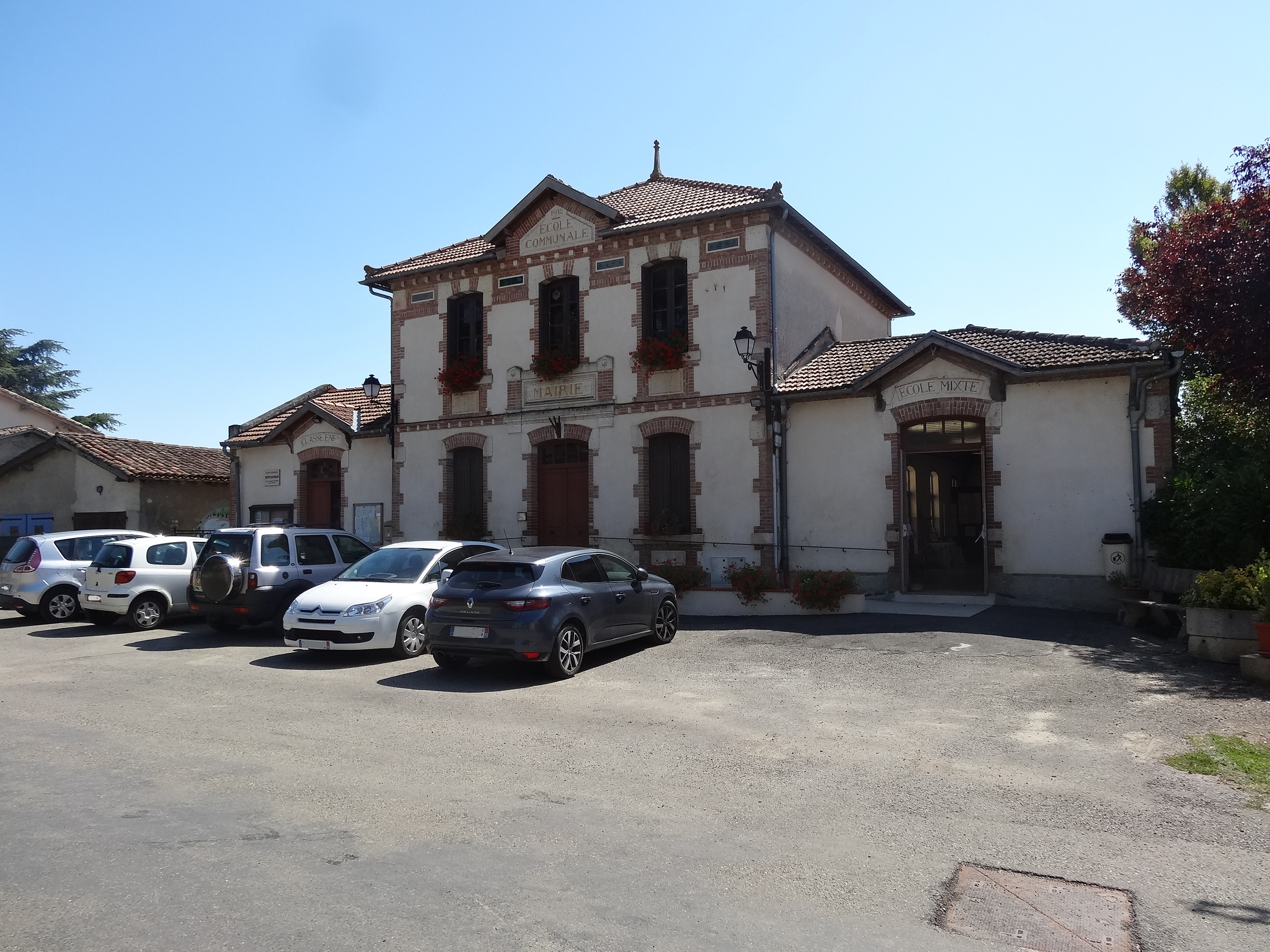
La mairie.

| Période                                  | Période  | Identité          | Étiquette | Qualité                    |
| ---------------------------------------- | -------- | ----------------- | --------- | -------------------------- |
| 1900                                     | 1908     | Henri Magnoac     |           |                            |
| 1908                                     | 1912     | Hyacinthe Alem    |           |                            |
| 1912                                     | 1918     | Henri Magnoac     |           |                            |
| 1918                                     | 1919     | Hyacinthe Alem    |           |                            |
| 1919                                     | 1937     | Ludovic Magnoac   |           |                            |
| 1937                                     | 1945     | Stanislas Abadie  |           |                            |
| 1945                                     | 1953     | Alphonse Dupin    |           |                            |
| 1953                                     | 1964     | Louis Cazaubon    |           |                            |
| 1964                                     | 1989     | Pierre Dartigues  |           |                            |
| 1989                                     | 2005     | Gilbert Dartigues | DVD       |                            |
| 2006                                     | 2014     | Jean-Paul Ruetsch |           |                            |
| 2014                                     | 2020     | Daniel Danflous   | DVD       | Retraité de l'enseignement |
| mai 2020                                 | En cours | Antoine Faure     |           |                            |
| Les données manquantes sont à compléter. |          |                   |           |                            |

## Population et société

### Démographie
| 1793 | 1800 | 1806 | 1821 | 1831 | 1841 | 1846 | 1851 | 1856 |
| ---- | ---- | ---- | ---- | ---- | ---- | ---- | ---- | ---- |
| 346  | 228  | 374  | 438  | 449  | 438  | 433  | 412  | 443  |

| 1861 | 1866 | 1872 | 1876 | 1881 | 1886 | 1891 | 1896 | 1901 |
| ---- | ---- | ---- | ---- | ---- | ---- | ---- | ---- | ---- |
| 431  | 473  | 422  | 431  | 408  | 379  | 395  | 345  | 330  |

| 1906 | 1911 | 1921 | 1926 | 1931 | 1936 | 1946 | 1954 | 1962 |
| ---- | ---- | ---- | ---- | ---- | ---- | ---- | ---- | ---- |
| 296  | 299  | 247  | 227  | 208  | 197  | 219  | 203  | 193  |

| 1968 | 1975 | 1982 | 1990 | 1999 | 2006 | 2008 | 2013 | 2018 |
| ---- | ---- | ---- | ---- | ---- | ---- | ---- | ---- | ---- |
| 163  | 154  | 140  | 126  | 128  | 146  | 151  | 162  | 186  |

| 2022 | - | - | - | - | - | - | - | - |
| ---- | - | - | - | - | - | - | - | - |
| 179  | - | - | - | - | - | - | - | - |

### Manifestations culturelles et festivités
- Fête : 1er dimanche de juin[34].

## Économie

### Revenus
En 2018  (données Insee publiées en septembre 2021), la commune compte 66 ménages fiscaux, regroupant 147 personnes. La médiane du revenu disponible par unité de consommation est de 20 480 € (20 820 € dans le département).

### Emploi
|                | 2008  | 2013  | 2018  |
| -------------- | ----- | ----- | ----- |
| Commune        | 5,4 % | 3,8 % | 8,1 % |
| Département    | 6,1 % | 7,5 % | 8,2 % |
| France entière | 8,3 % | 10 %  | 10 %  |

En 2018, la population âgée de 15 à 64 ans s'élève à 124 personnes, parmi lesquelles on compte 91,9 % d'actifs (83,9 % ayant un emploi et 8,1 % de chômeurs) et 8,1 % d'inactifs,. Depuis 2008, le taux de chômage communal (au sens du recensement) des 15-64 ans est inférieur à celui de la France et du département.
La commune fait partie de la couronne de l'aire d'attraction d'Auch, du fait qu'au moins 15 % des actifs travaillent dans le pôle,. Elle compte 44 emplois en 2018, contre 19 en 2013 et 52 en 2008. Le nombre d'actifs ayant un emploi résidant dans la commune est de 107, soit un indicateur de concentration d'emploi de 41,1 % et un taux d'activité parmi les 15 ans ou plus de 77 %.
Sur ces 107 actifs de 15 ans ou plus ayant un emploi, 39 travaillent dans la commune, soit 36 % des habitants. Pour se rendre au travail, 65,4 % des habitants utilisent un véhicule personnel ou de fonction à quatre roues, 1,9 % les transports en commun, 1,8 % s'y rendent en deux-roues, à vélo ou à pied et 30,8 % n'ont pas besoin de transport (travail au domicile).

### Activités hors agriculture
8 établissements sont implantés  à Boulaur au 31 décembre 2019.
Le secteur des autres activités de services est prépondérant sur la commune puisqu'il représente 37,5 % du nombre total d'établissements de la commune (3 sur les 8 entreprises implantées  à Boulaur), contre 8,3 % au niveau départemental.

### Agriculture
|               | 1988 | 2000 | 2010 | 2020 |
| ------------- | ---- | ---- | ---- | ---- |
| Exploitations | 21   | 17   | 16   | 9    |
| SAU (ha)      | 673  | 575  | 554  | 545  |

La commune est dans les « Coteaux du Gers », une petite région agricole occupant l'est du département du Gers. En 2020, l'orientation technico-économique de l'agriculture  sur la commune est la polyculture et/ou le polyélevage. Neuf exploitations agricoles ayant leur siège dans la commune sont dénombrées lors du recensement agricole de 2020 (21 en 1988). La superficie agricole utilisée est de 545 ha,,.

## Culture locale et patrimoine

### Lieux et monuments
- Abbaye de Boulaur, monastère de moniales cisterciennes et d'architecture fontevriste. Elles y résident depuis 1949 et sont une trentaine en 2017.
- Église Saint-Germier de Boulaur.

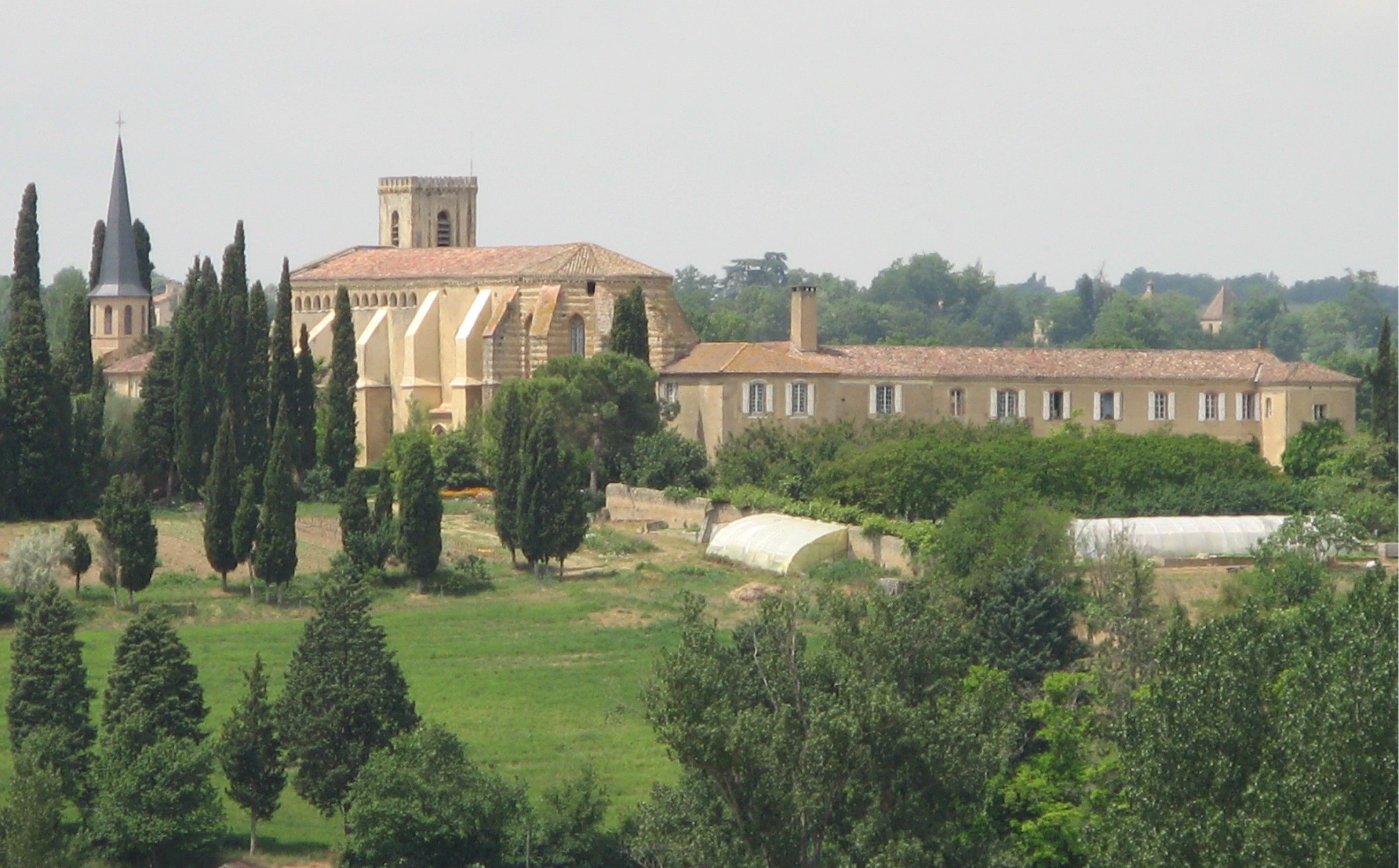
L'abbaye.
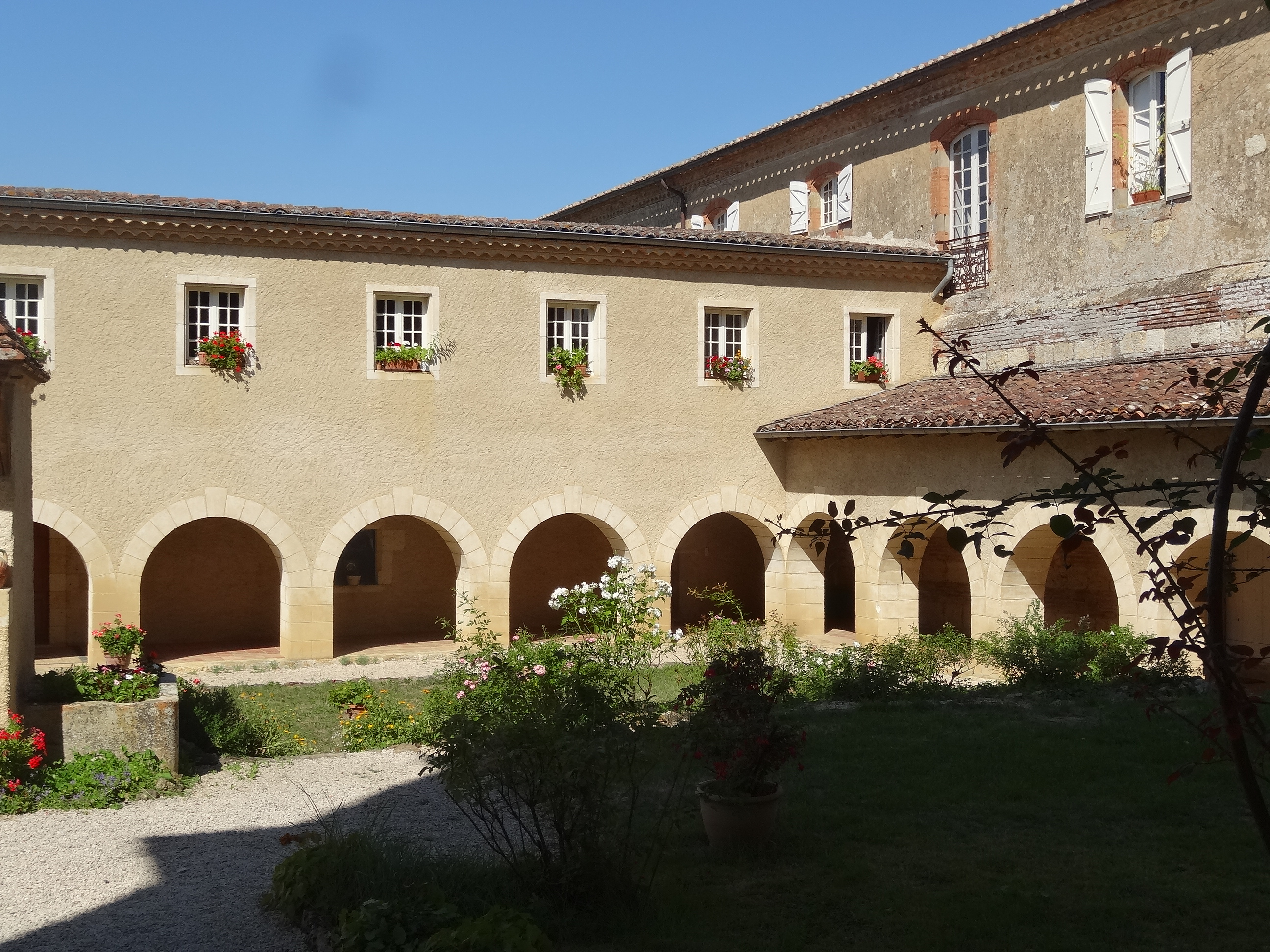
Le cloître de l'abbaye.
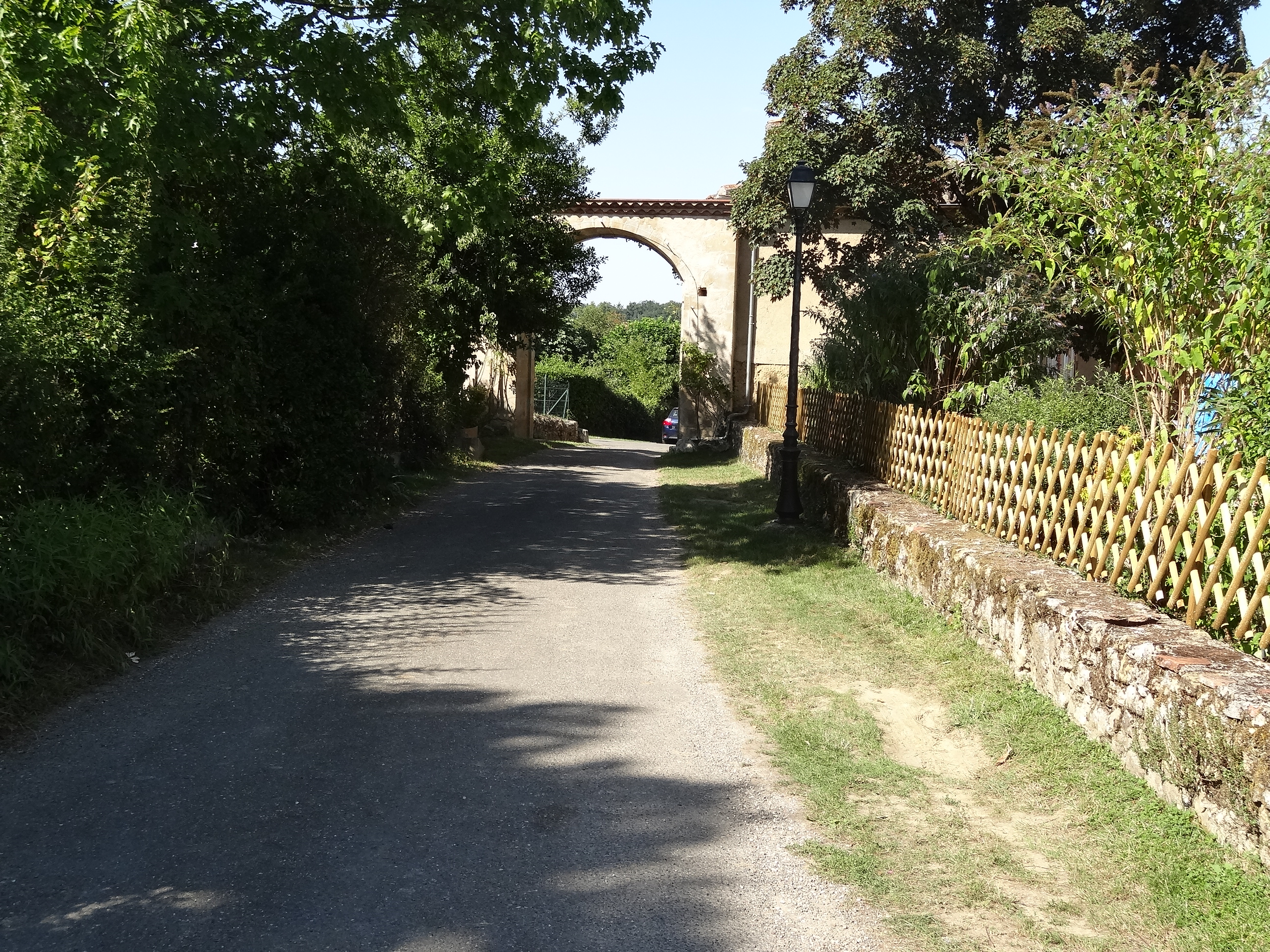
Rue de l'abbaye.
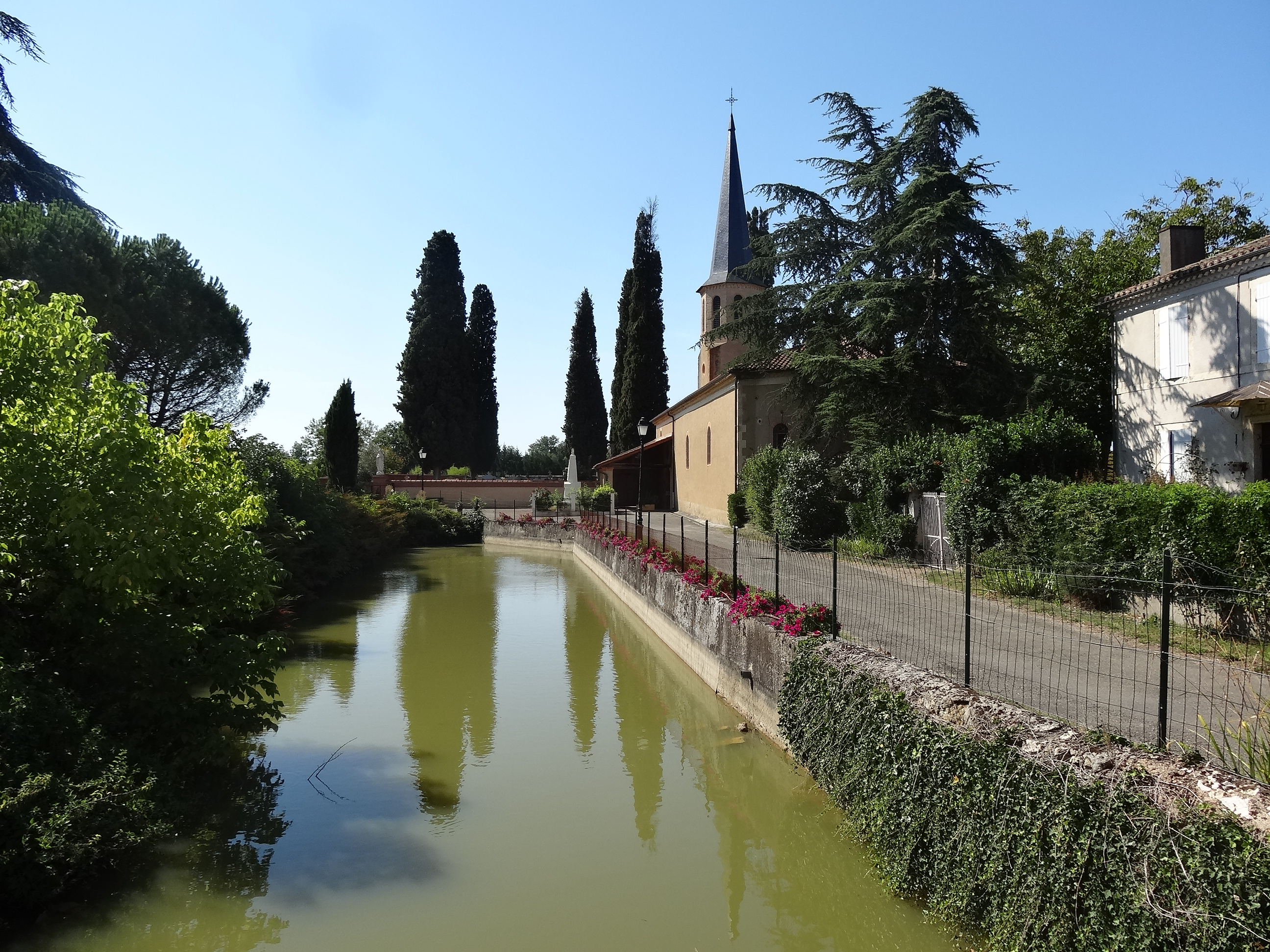
L'église.
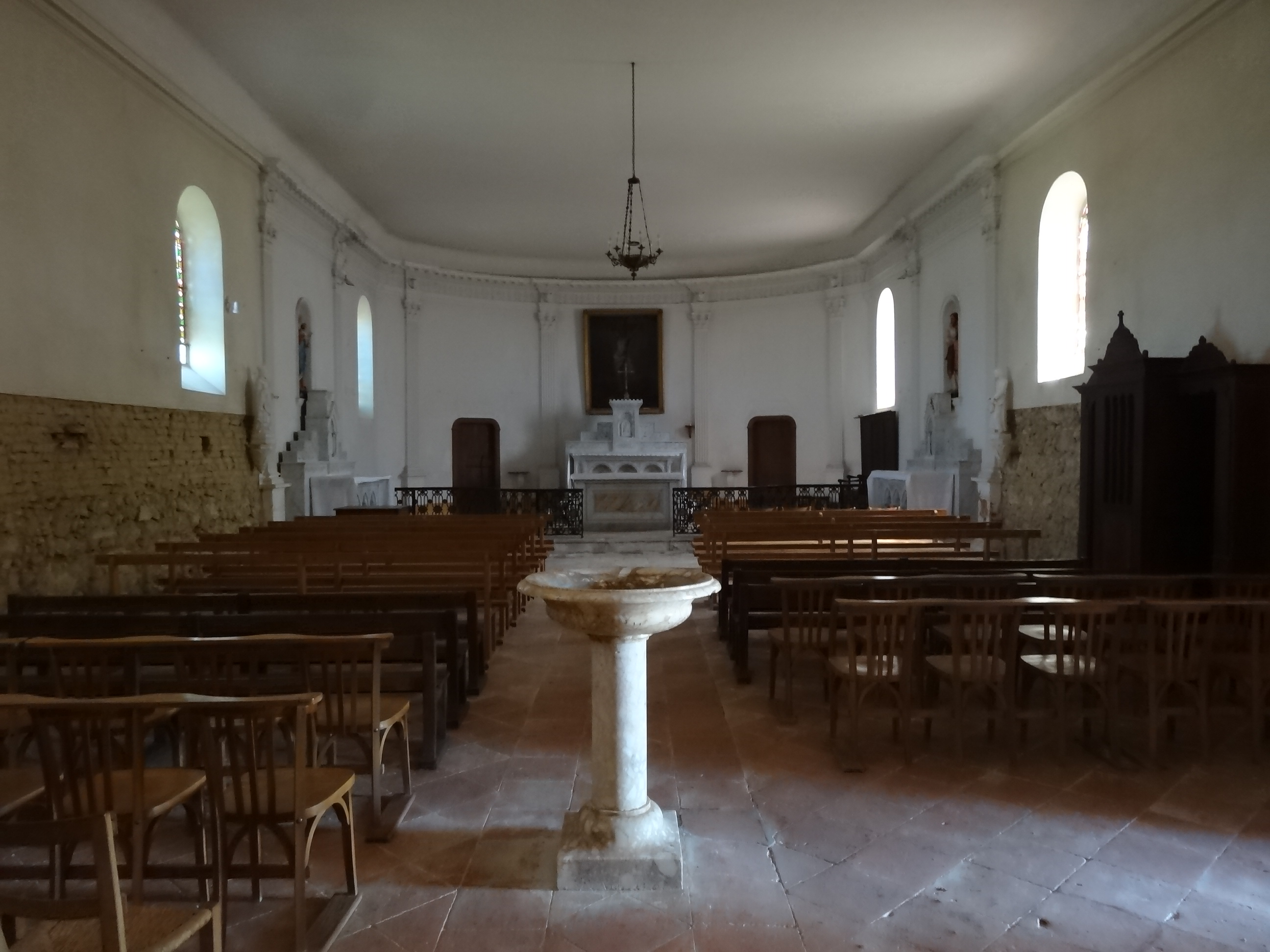
L'intérieur de l'église.

### Personnalités liées à la commune
- Saint Germier, évêque de Toulouse.
- Claire de Castelbajac (1953 - 1975) qui repose à l'abbaye Sainte-Marie de Boulaur depuis 2004.

### Héraldique
| Blason de Boulaur | Blason  | Écartelé : aux 1er et 4e d'argent à un lion de gueules, au 2e de sinople à un crosseron d'or, au 3e de sinople à un épi de blé d'or posé en bande. |
| Blason de Boulaur | Détails | Le statut officiel du blason reste à déterminer.                                                                                                   |